# Castor (Cambridgeshire)
Castor – wieś w Anglii, w hrabstwie ceremonialnym Cambridgeshire, w dystrykcie (unitary authority) Peterborough. Leży 52 km na północny zachód od miasta Cambridge i 120 km na północ od Londynu.